# Polaris (Stratovarius)
Polaris è il dodicesimo album discografico del gruppo musicale finlandese Stratovarius, pubblicato nel 2009.
Questo è il primo album della band con i nuovi membri, il chitarrista Matias Kupiainen e il bassista Lauri Porra, e anche il primo album degli Stratovarius in cui non ha partecipato il chitarrista Timo Tolkki, che ha lasciato la band nel 2008. Il cantante Timo Kotipelto descrive questo disco dichiarando: "Positivo, un album potente che prenderà i cuori di tutti i fan degli Stratovarius in tutto il mondo". L'album è stato registrato alla fine del 2008 e mixato da Mikko Karmila. La copertina è stata fatta da Gyula Havancsák.

## Tracce
1. Deep Unknown - 4:28
2. Falling Star - 4:33
3. King of Nothing - 6:43
4. Blind - 5:28
5. Winter Skies - 5:50
6. Forever Is Today - 4:40
7. Higher We Go - 3:47
8. Somehow Precious - 5:37
9. Emancipation suite: I Dusk - 6:57
10. Emancipation suite: II Dawn - 3:40
11. When Mountains Fall - 3:12
12. Deep Unknown Mirko Raita Vinyl Mix - 4:46 (bonus track presente nell'edizione Digipack)

## Formazione
- Matias Kupiainen - chitarra
- Timo Kotipelto - voce
- Jens Johansson - tastiera
- Jörg Michael - batteria
- Lauri Porra -  basso